# Палиж, Аттила
Аттила Палиж (венг. Attila Pálizs; 21 апреля 1967, Дунауйварош) — венгерский гребец-каноист, выступал за сборную Венгрии в начале 1990-х годов. Участник летних Олимпийских игр в Барселоне, чемпион мира, победитель многих регат национального и международного значения.

## Биография
Аттила Палиж родился 21 апреля 1967 года в городе Дунауйвароше медье Фейер. Активно заниматься греблей начал в раннем детстве, проходил подготовку в Будапеште в столичном спортивном клубе «Будапешт Хонвед».
Первого серьёзного успеха на взрослом международном уровне добился в 1990 году, когда попал в основной состав венгерской национальной сборной и побывал на чемпионате мира в польской Познани, откуда привёз награду бронзового достоинства, выигранную в зачёте двухместных каноэ вместе с Дьёрдем Залой на дистанции 500 метров — в финале их обошли экипажи из СССР и ГДР. Год спустя выступил на мировом первенстве в Париже, где в той же дисциплине в паре с Аттилой Сабо одолел всех соперников и завоевал тем самым золотую медаль.
Благодаря череде удачных выступлений Палиж удостоился права защищать честь страны на летних Олимпийских играх 1992 года в Барселоне — в программе каноэ-двоек совместно с Дьёрдем Колоничем стартовал в гонках на 500 и 1000 метров, в первом случае показал в финале седьмой результат, тогда как во втором случае финишировал в решающем заезде пятым, немного не дотянув до призовых позиций. Вскоре по окончании этих соревнований принял решение завершить карьеру профессионального спортсмена, уступив место в сборной молодым венгерским гребцам.